# José Miguel Arroyo Delgado
José Miguel Arroyo Delgado é um famoso toureiro espanhol nascido em Madri em 1º de maio de 1969.